# Final do Campeonato Potiguar de Futebol de 2014
A Final do Campeonato Potiguar de 2014 foi a decisão da 95ª edição do Campeonato Potiguar. Foi disputada entre o América de Natal e o Globo de Ceará-Mirim nos dias 16 e 30 de abril e também foi a primeira final do Campeonato Potiguar na Arena das Dunas, estádio esse que recebeu quatro jogos da Copa do Mundo de 2014.
O América de Natal, por ter vencido um primeiro jogo por 2 a 1 e empatado o segundo jogo em 0 a 0, sagrou-se Campeão Potiguar de 2014.

## Transmissão
Para o Nordeste do Brasil, os jogos de ida e volta da final do torneio foram transmitidos pelo Esporte Interativo.

## Caminho até a final
Os dois finalistas se classificaram para Final por vencer na Segunda Fase um turno cada um, onde Globo ganhou o 1º turno chamado de Copa RN e América de Natal ganhou o 2º Turno chamado de Copa Cidade de Natal.

### Segunda fase
| Primeiro Turno | Primeiro Turno | Primeiro Turno | Finalistas | Segundo Turno | Segundo Turno | Segundo Turno |
| Globo FC       | Globo FC       | Globo FC       | Rodadas    | América-RN    | América-RN    | América-RN    |
| Casa           | Resultado      | Fora           | Rodadas    | Casa          | Resultado     | Fora          |
| -------------- | -------------- | -------------- | ---------- | ------------- | ------------- | ------------- |
| Globo          | 4 – 0          | Baraúnas       | 1ª         | Santa Cruz-RN | 1 – 2         | América-RN    |
| Santa Cruz-RN  | 1 – 4          | Globo          | 2ª         | América-RN    | 4 – 2         | Baraúnas      |
| Coríntians-RN  | 2 – 1          | Globo          | 3ª         | Potiguar-MO   | 1 – 1         | América-RN    |
| Globo          | 2 – 1          | América-RN     | 4ª         | América-RN    | 2 – 0         | Globo         |
| Alecrim        | 1 – 1          | Globo          | 5ª         | América-RN    | 2 – 1         | Alecrim       |
| ABC            | 3 – 2          | Globo          | 6ª         | ABC           | 0 – 1         | América-RN    |
| Globo          | 1 – 0          | Potiguar-MO    | 7ª         | Coríntians-RN | 3 – 4         | América-RN    |

Legenda:      Vitória —      Empate —      Derrota
| Classificação | Classificação       | Classificação | Classificação | Classificação | Classificação | Classificação | Classificação | Classificação | Classificação | Classificação | Classificação |
| Pos           | Times               | Pts           | J             | V             | E             | D             | GP            | GC            | SG            | %             |               |
| ------------- | ------------------- | ------------- | ------------- | ------------- | ------------- | ------------- | ------------- | ------------- | ------------- | ------------- | ------------- |
| 1             | Globo               | 13            | 7             | 4             | 1             | 2             | 15            | 8             | 7             | 61,9          |               |
| 2             | América de Natal    | 13            | 7             | 4             | 1             | 2             | 15            | 13            | 2             | 61,9          |               |
| 3             | Alecrim             | 12            | 7             | 3             | 3             | 1             | 9             | 6             | 3             | 57,1          |               |
| 4             | Baraúnas            | 10            | 7             | 2             | 4             | 1             | 9             | 8             | 1             | 47,6          |               |
| 5             | ABC                 | 9             | 7             | 2             | 3             | 2             | 9             | 9             | 0             | 42,9          |               |
| 6             | Corintians de Caicó | 8             | 7             | 2             | 2             | 3             | 11            | 13            | -2            | 38,1          |               |
| 7             | Potiguar de Mossoró | 5             | 7             | 1             | 2             | 4             | 6             | 11            | -5            | 23,8          |               |
| 8             | Santa Cruz-RN       | 4             | 7             | 0             | 4             | 3             | 6             | 12            | -6            | 19,0          |               |

| Classificação | Classificação       | Classificação | Classificação | Classificação | Classificação | Classificação | Classificação | Classificação | Classificação | Classificação | Classificação |
| Pos           | Times               | Pts           | J             | V             | E             | D             | GP            | GC            | SG            | %             |               |
| ------------- | ------------------- | ------------- | ------------- | ------------- | ------------- | ------------- | ------------- | ------------- | ------------- | ------------- | ------------- |
| 1             | América de Natal    | 19            | 7             | 6             | 1             | 0             | 16            | 8             | 8             | 90,5          |               |
| 2             | ABC                 | 12            | 7             | 4             | 0             | 3             | 12            | 7             | 5             | 57,1          |               |
| 3             | Potiguar de Mossoró | 12            | 7             | 3             | 3             | 1             | 11            | 10            | 1             | 57,1          |               |
| 4             | Alecrim             | 10            | 7             | 3             | 1             | 3             | 9             | 8             | 1             | 47,6          |               |
| 5             | Globo               | 10            | 7             | 3             | 1             | 3             | 6             | 6             | 0             | 47,6          |               |
| 6             | Santa Cruz-RN       | 7             | 7             | 2             | 1             | 4             | 6             | 10            | -4            | 33,3          |               |
| 7             | Corintians de Caicó | 6             | 7             | 2             | 0             | 5             | 12            | 17            | -5            | 28,6          |               |
| 8             | Baraúnas            | 4             | 7             | 1             | 1             | 5             | 9             | 15            | -6            | 19,0          |               |

## Detalhes da Final

### Jogo de Ida
| 16 de abril de 2014 | Globo                  | 1 - 2          | América de Natal | Barretão, Ceará-Mirim                                  |
| 20:30               | Renatinho Potiguar 13' | Súmula Borderô | Max 55', 70'     | Público: 2 774 Árbitro: RS Leandro Pedro Vuaden (FIFA) |

| Globo FC | América-RN |

| G              | 1  | Rafael             |  |     |
| LD             | 2  | Geovane            |  |     |
| Z              | 3  | Mercinho           |  | 41' |
| Z              | 4  | Robson             |  |     |
| LE             | 6  | Nininho            |  |     |
| V              | 5  | Ricardo Baiano     |  | 76' |
| V              | 7  | Jozicley           |  |     |
| M              | 10 | Miller             |  | 64' |
| M              | 11 | Renatinho Potiguar |  | 72' |
| A              | 8  | Ricardo Lopes      |  |     |
| A              | 9  | Rael               |  |     |
| Substituições: |    |                    |  |     |
| A              | 19 | Romarinho          |  | 64' |
| M              | 20 | Hendrich           |  | 72' |
| M              | 17 | Ramon              |  | 76' |
| Treinador:     |    |                    |  |     |
| Higor César    |    |                    |  |     |

| G                | 1  | Fernando Henrique |  |     |
| LD               | 2  | Wálber            |  | 45' |
| Z                | 3  | Cléber            |  |     |
| Z                | 4  | Edson Rocha       |  |     |
| LE               | 6  | Arthur Henrique   |  | 76' |
| V                | 5  | Tiago Dutra       |  | 49' |
| V                | 7  | Fabinho           |  |     |
| M                | 8  | Márcio Passos     |  |     |
| M                | 10 | Arthur Maia       |  |     |
| A                | 9  | Max               |  | 92' |
| A                | 11 | Adriano Pardal    |  | 86' |
| Substituições:   |    |                   |  |     |
| LD               | 13 | Marcelinho        |  | 45' |
| V                | 17 | Jean Cléber       |  | 49' |
| V                | 16 | Val               |  | 76' |
| Treinador:       |    |                   |  |     |
| Oliveira Canindé |    |                   |  |     |

| Bandeirinhas: RN Lorival Cândido das Flores RN Vinícius Melo de Lima Quarto árbitro: RN Pablo Ramon Gonçalves Pinheiro |

### Jogo de Volta
| 30 de abril de 2014 | América de Natal | 0 - 0          | Globo | Arena das Dunas, Natal                                 |
| 20:00               |                  | Súmula Borderô |       | Público: 19 449 Árbitro: SC Héber Roberto Lopes (FIFA) |

| América-RN | Globo FC |

| G                | 1  | Fernando Henrique |  |     |
| LD               | 2  | Fabinho           |  |     |
| Z                | 3  | Cléber            |  |     |
| Z                | 4  | Edson Rocha       |  |     |
| LE               | 6  | Alex Barros       |  |     |
| V                | 5  | Márcio Passos     |  |     |
| V                | 7  | Jean Cléber       |  |     |
| M                | 8  | Val               |  | 63' |
| M                | 10 | Arthur Maia       |  |     |
| A                | 9  | Max               |  | 45' |
| A                | 11 | Rodrigo Pimpão    |  | 77' |
| Substituições:   |    |                   |  |     |
| A                | 19 | Isac              |  | 45' |
| LD               | 13 | Marcelinho        |  | 63' |
| A                | 21 | Adriano Pardal    |  | 77' |
| Treinador:       |    |                   |  |     |
| Oliveira Canindé |    |                   |  |     |

| G              | 1  | Rafael             |  |     |     |
| LD             | 2  | Geovane            |  |     |     |
| Z              | 3  | Mercinho           |  |     |     |
| Z              | 4  | Robson             |  |     |     |
| LE             | 6  | Nininho            |  | 45' |     |
| V              | 5  | Ricardo Baiano     |  | 68' | 40' |
| V              | 7  | Jozicley           |  |     |     |
| M              | 10 | Miller             |  | 45' |     |
| M              | 11 | Renatinho Potiguar |  | 77' |     |
| A              | 8  | Ricardo Lopes      |  |     |     |
| A              | 9  | Rael               |  | 57' |     |
| Substituições: |    |                    |  |     |     |
| M              | 19 | Didi Potiguar      |  | 45' |     |
| M              | 17 | Ramon              |  | 68' |     |
| M              | 20 | Hendrich           |  | 77' | 78' |
| Treinador:     |    |                    |  |     |     |
| Higor César    |    |                    |  |     |     |

| Bandeirinhas: RN Luis Carlos Gomes Bezerra RN Ubiratan Bruno Viana Quarto árbitro: RN Ítalo Medeiros de Azevedo |

## Premiação
| Campeonato Potiguar de 2014           |
| ------------------------------------- |
|                                       |
| América de Natal Campeão (34º título) |